# Riho Västrik
Riho Västrik (Abja-Paluoja, 4 agosto 1965) è un regista, produttore cinematografico e sceneggiatore estone.

## Biografia
Originario del sud dell'Estonia, si laurea in storia presso l'Università di Tartu e consegue il master of arts in regia cinematografica presso la Baltic Film and Media School. Prima di dedicarsi alla regia, ha lavorato a lungo come attore, giornalista, autore televisivo e conduttore radiofonico per la ETV, la televisione pubblica estone, nonché pubblicato alcuni saggi storici. Durante il corso della sua carriera ha prodotto oltre 20 documentari e diretto la maggior parte di essi. La natura, le montagne, le culture e i luoghi sconosciuti della Terra sono i principali interessi del regista. A partire dal 2009 è diventato professore associato di regia documentario presso la Baltic Film and Media School.

## Filmografia parziale
- The Snow Leopard (1999)
- About the Sun (2003)

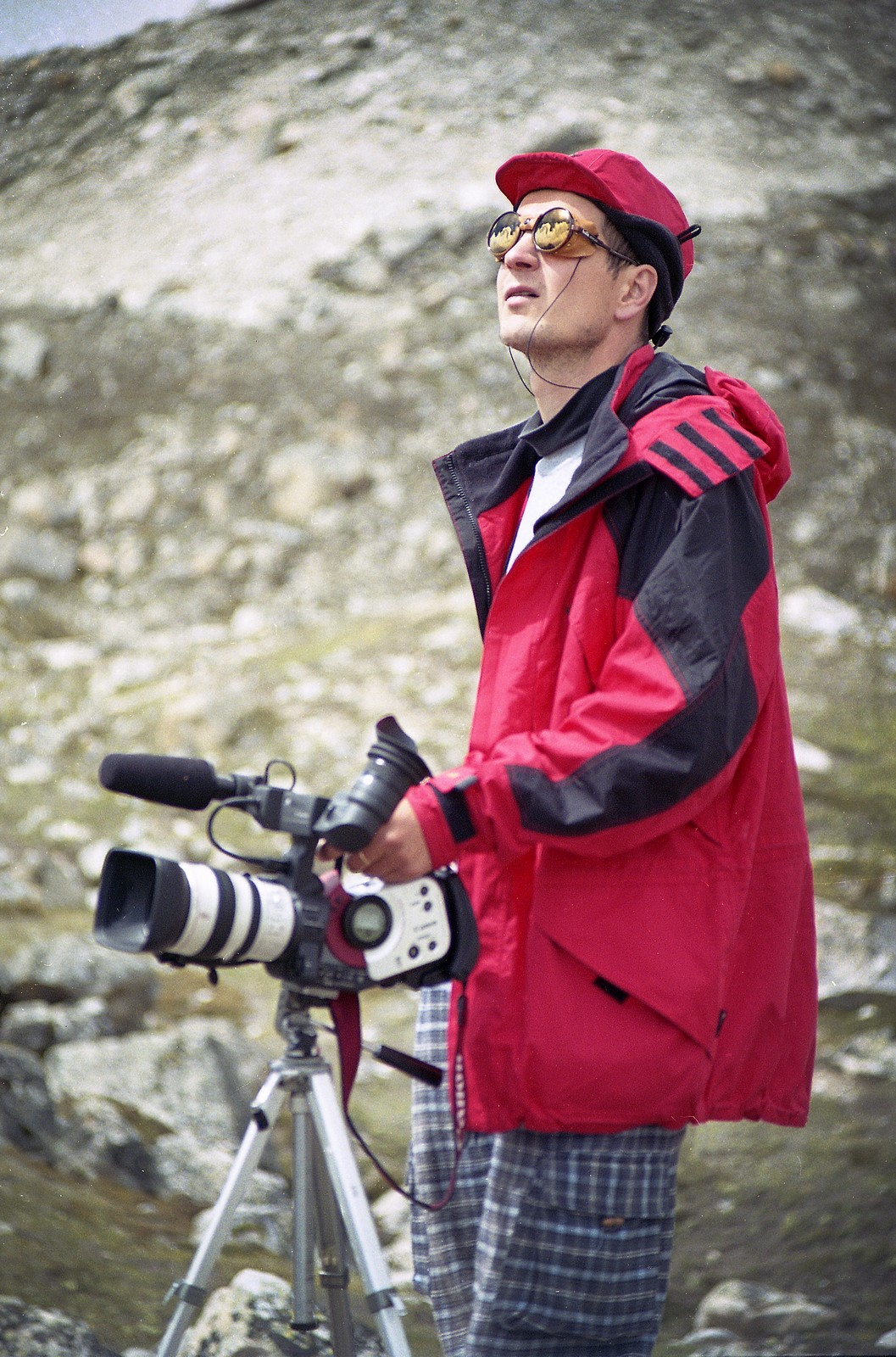
Riho Västrik, 1998

- About the disappearing species of the West (2004)
- Jäger Meister (2004)
- Warlord (2004)
- Karula National Park (2004)
- Songs of the meadows (2005)
- Drop Tower (2005)
- Middendorff footsteps (2006)
- The Return of the Musk Ox (2008)
- Otepaa Shotgun (2008)
- The Old Man and the Moose (2009)
- Terveilm, serie di documentari per la televisione con Kadriann Kibus (2009)
- Saint George (2010)
- Great River (2010)
- Living on the Waves (2011)
- Journey to Mount Ararat (2011)
- Pigeons (2012)
- The Fire Deflection (2013)